# III dinastia egípcia
A III dinastia egípcia inicia a era conhecida como Reino Antigo. Esta época foi caracterizada pela origem das pirâmides e por ter sido o início de um período pacífico de quinhentos anos. Djoser foi o segundo faraó da Terceira Dinastia e teve a Pirâmide de Degraus, primeira a ser construída, feita para ser ocupada por ele na cidade de Sacara.

## Lista de Faraós
No que diz respeito à III dinastia é muito difícil apresentar uma cronologia para o reinado dos soberanos. Além disso, em relação ao Faraó Nebka e Sanakht não é ainda claro que posição deve ocupar neste dinastia, se primeira ou quarta; também não se sabe se seriam a mesma pessoa ou pessoas diferentes.
- Sanakht (ou Nebka): 2686-2665
- Djoser (Netjerirkhet): 2665-2645 (JvB); 2628-2609 (JM)
- «Sekhemkhet». (Djoser Teti): 2645-2638 (JvB); 2609-2603 (JM)
- «Khaba». 2638-2614 (JvB); 2603-2597 (JM)
- Huni (Qa Hedyet?): 2597-2573 (JM)